# Thủy điện Sông Tranh 4
Thủy điện Sông Tranh 4 là thủy điện xây dựng trên sông Tranh tại vùng đất xã Quế Lưu và Thăng Phước huyện Hiệp Đức tỉnh Quảng Nam, Việt Nam .
Thủy điện Sông Tranh 4 có công suất lắp máy 48 MW với 2 tổ máy, sản lượng 180 triệu KWh/năm, khởi công tháng 04/2011 , khởi công lại năm 2017, dự kiến hoàn thành quý 2/2020 .
Thủy điện Sông Tranh 4 ở cách thị trấn Tân Bình khoảng 6,5 km đường sông phía thượng nguồn. 15°34′56″B 108°06′21″Đ / 15,582174°B 108,105768°Đ

## Sông Tranh
Ngược dòng sông Tranh cỡ 18 km là Thủy điện Sông Tranh 3 15°26′41″B 108°08′27″Đ / 15,444659°B 108,140933°Đ có công suất lắp máy 62 MW với 2 tổ máy, tại vùng đất xã Phước Gia huyện Hiệp Đức và xã Tiên Lãnh huyện Tiên Phước, khởi công tháng 7/2010, hoàn thành quý 3/2013 .